# Reboceros de La Piedad
A Reboceros de La Piedad (nevének jelentése: La Piedad-i rebozokészítők) a mexikói La Piedad de Cavados város nagy múltú labdarúgócsapata, amely azonban ma csak a harmadosztályú bajnokságban szerepel. Története során három szezont játszott az első osztályban is, legjobb eredménye egy alapszakasz-győzelem és egy rájátszás-negyeddöntő.

## Története
Az 1951-ben alapított La Piedad 1952-ben máris megnyerte a másodosztályt, így feljutott a legmagasabb szinte, ahol azonban csak egy évet bírt ki: a 12., utolsó helyen végzett, és máris visszacsúszott a másodosztályba. Csaknem fél évszázad telt el, mire újból sikerült a feljutás: 2000 telén ugyan még elvesztették a másodosztály döntőjét a Gallos de Aguascalientes ellen, de 2001 nyarán ismét döntőbe jutottak, és a Toros Nezát, majd a feljutásért való összecsapáson immár az Aguascalientest is legyőzve újra feljutottak az első osztályba.
Itt első félévük nagyon gyengén sikerült, de 2002 nyarán a legtöbb pontot gyűjtve jutottak be a negyeddöntőbe, ahol azonban az América búcsúztatta őket. Ez után a szezon után a csapat átköltözött Querétaro városába, így első osztályú tagságuk megszűnt, a Querétaro FC pedig helyettük lett első osztályú.
Hasonló eset játszódott le velük tíz évvel később: 2012-ben ismét megnyerték a másodosztály féléves szezonját, sőt 2013-ban a feljutásért vívott párharcot is a Toros Neza ellen, ám májusban bejelentették, hogy a csapat Veracruzba költözik, így mégsem a La Piedad jut fel az első osztályba, hanem a Tiburones Rojos de Veracruz.

## Bajnoki eredményei
A csapat első osztályú szereplése során az alábbi eredményeket érte el:

### A régi rendszerben
| Év        | Helyezés |
| --------- | -------- |
| 1952–1953 | 12. hely |

### A rájátszásos rendszerben
| Év        | Alapszakasz-helyezés | Eredmény a rájátszásban |
| --------- | -------------------- | ----------------------- |
| 2001 tél  | 18. hely             |                         |
| 2002 nyár | 1. hely              | Negyeddöntős            |